# Alberto Granado

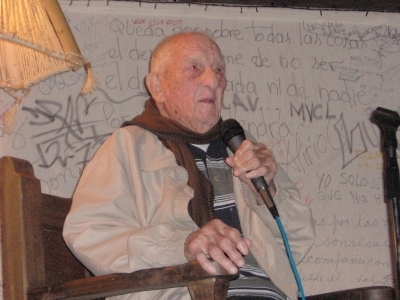
Alberto Granado, 2007.

Alberto Granado, född 8 augusti 1922 i Hernando, Córdoba i Argentina, död 5 mars 2011 i Havanna på Kuba, var en kubansk läkare och författare.
Granado var nära vän till Che Guevara med vilken han reste på motorcykel genom Sydamerika. Granado upprättade ett sjukhus på Kuba till minne av duons medicinska insatser under resan genom Sydamerika. Granado figurerar själv i filmatiseringen av resan och deltog även under hela inspelningen av filmen som fick namnet Dagbok från en motorcykel. Granado avled 2011.